# Народно-демократична партія (Україна)
Народно-демократична партія — українська політична партія.

## Історія
Створена на Установчому з'їзді в Києві 24 лютого 1996 року внаслідок об'єднання Партії демократичного відродження України та Трудового конгресу України, Союзу підтримки Республіки Крим, Союзу українського студентства, організації «Нова Хвиля», політичних клубів «Нової України» та Асоціації молодих українських політиків та політологів. НДП очолив Анатолій Матвієнко.

## 1996–1997
Після I з'їзду партії 24 лютого 1996 року спостерігалося швидке зростання лав НДП.  30 травня 1996 року політичну партію зареєстровано Міністерством юстиції України.31 серпня 1996 року Указом Президента Леоніда Кучми А. Матвієнка призначено головою Вінницької обласної державної адміністрації. У червні 1997 року II з'їзд Народно-демократичної партії констатував, що Україна все ще перебуває в стані глибокої системної кризи й поклав політичну відповідальність за це на Кабінет Міністрів України, безпосередньо — на Прем'єр-міністра Павла Лазаренка. З'їзд звернувся до Президента України з вимогою відставки П. Лазаренка. Після відставки Павла Лазаренка в червні 1997 року уряд України очолив член Політвиконкому НДП Валерій Пустовойтенко, хоча однорідний партійний чи коаліційний уряд сформувати не вдалося. Разом з тим, партійність прем'єр-міністра, за відсутності партійної команди, мала далекосяжні наслідки. Відповідальність за стан справ у країні була «покладена» на НДП.

## 1998—2005
На виборах у Верховну Раду в 1998 році партія отримала 5,01 % голосів (17 мандатів за партійним списком), ще шість кандидатів від партії були обрані в одномандатних виборчих округах. У парламенті було створено фракцію НДП, склад якої швидко зріс до 89 осіб.
Восени 1998 року в партії сформувалося два крила: опозиційне до курсу президента Леоніда Кучми (Анатолій Матвієнко, Володимир Філенко, Тарас Стецьків, Юрій Сахно, Борис Безпалий, Артур Білоус), та пропрезидентське (Валерій Пустовойтенко, Іван Плющ, Анатолій Кінах, Анатолій Толстоухов, Євген Кушнарьов, Роман Безсмертний). I етап IV з'їзду НДП, який розпочав свою роботу 22 листопада 1998 року, ухвалив нову редакцію Статуту партії та Концепцію вимог НДП до кандидата в Президенти України на виборах у жовтні 1999 року. Представники «опозиціонерів» в НДП запропонували Л. Кучмі підписати угоду з партією про те, на яких умовах партія його підтримає. Але той відмовився, заявивши, що обирається народом і підзвітний народові, а не окремій партії. На II етапі (14-15 травня 1999 року) делегати IV з'їзду НДП проголосували за підтримку Л. Кучми на виборах Президента України. Анатолій Матвієнко склав повноваження Голови НДП і припинив членство в партії. Разом із ним з НДП вийшли також Володимир Філенко, Олександр Ємець, Тарас Стецьків, Артур Білоус, Борис Безпалий, Костянтин Ситник, Юрій Сахно, Сергій Подгорний, Ігор Коліушко та частина пересічних партійців. Головою Народно-демократичної партії з'їзд обрав Валерія Пустовойтенка (на той час — прем'єр-міністра України). Щоправда, після перемоги Л. Кучми на президентських виборах В. Пустовойтенко не був перезатверджений парламентом на цій посаді.
За ініціативи НДП та під її егідою було створено низку громадських організацій: Всеукраїнське жіноче народно-демократичне об'єднання «Дія», Народно-демократична ліга молоді, Всеукраїнська екологічна ліга. У березні 2001 року при НДП створена "Народно-демократична асоціація депутатів всіх рівнів «Довіра» на чолі з Сергієм Шевчуком, організацію освітян (керівник — Кафарський Володимир Іванович).
На парламентських виборах 2002 року за блок «За єдину Україну!», до якого входила НДП, проголосувало 11,77 % виборців, що дало можливість створити суто партійну фракцію у складі 18 депутатів.
Напередодні президентських виборів 2004 року в партії розгорнулась гостра дискусія щодо підтримки кандидатів у Президенти України. Більшість районних і міських (539 із 672) організацій Народно-демократичної партії висунули кандидатом у президенти від НДП Валерія Пустовойтенка. Також за його висунення виступили 15 обласних організацій НДП, в той час як за чинного прем'єра Віктора Януковича — лише 3 обласних організації. Однак, попри це, на з'їзді голова партії В. Пустовойтенко оголосив про підтримку НДП кандидатури В. Януковича.

## 2006—2010
У виборах 2006 року НДП брала участь в складі «Блоку НДП», але не подолала 3-відсотковий бар'єр (0,49 %). Взявши відповідальність за поразку на себе Валерій Пустовойтенко заявив про складання з себе повноважень лідера партії. Замість нього партію очолила Людмила Супрун.
На позачергових парламентських виборах 2007 року НДП брала участь у складі Виборчого блоку Людмили Супрун — Український регіональний актив (УРА). За результатами виборів блок отримав 0,34 % підтримки виборців.

Президентські вибори 2010 року для партії були знаковими у тому сенсі, що вперше кандидатом в Президенти України було висунуто лідера НДП. Щоправда, Людмила Супрун спромоглася отримати прихильність лише 0,19 % виборців. У другому турі виборів Президента України 2010 р. на загальнопартійному рівні НДП не підтримала жодного кандидата.
Центральний друкований партійний орган — «Україна і світ сьогодні».
Своєю ідеологією НДП проголошує соціал-лібералізм і «народну демократію». Однак частина експертів вважає її позаідеологічною організацією, що представляє інтереси чиновництва, переважним чином відставленого внаслідок кадрових перепризначень у 1999–2005 рр. В засобах масової інформації та політологічній літературі у 1996–2000 рр. НДП називали взірцем «партії влади» в пострадянській Україні. Разом з тим, партія продовжує позиціонувати себе, як поміркована центристська сила, котра дотримується соціально-орієнтованої політичної програми.